# Александар Меншиков (1787—1869)
Александар Сергејевич Меншиков (рус. Алекса́ндр Серге́евич Ме́ншиков; Санкт Петербург, 26. август 1787 — Санкт Петербург, 2. мај 1869) био је руски генерал и адмирал и гувернер Финске од 1831. до 1855. године.

## Биографија
Александаров истоимени деда се истакао у Северном рату против Швеђана. Александар Сергејевич је учествовао у Наполеоновим ратовима. Године 1812. и 1813. истакао се одважношћу приликом Наполеоновог похода на Русију. Неколико година касније је постао царев блиски сарадник. Године 1817. именован је генерал-квартирмајстором (начелник штаба) Врховне команде. Због неслагања са Аракчејевим је пао у немилост цара који га је разрешио свих дужности. После доласка Николе I на престо (1825. година), Александар је реактивиран и две године касније постављен за начелника штаба ратне морнарице. У Руско-турском рату је заузео тврђаву Анапу. Члан је државног савета од 1830. године, а следеће године је постао гувернер Финске. Учествовао је и у Кримском рату. Због пораза код Аљме, Балаклаве и Инкермана, смењен је марта 1855. године. Умро је 1869. године.